# 케추아넓적코박쥐
케추아넓적코박쥐(Platyrrhinus masu)는 주걱박쥐과(신세계잎코박쥐과)에 속하는 남아메리카 박쥐의 일종이다. 중간 크기의 박쥐로 전체 몸길이는 70~82mm, 전완장은 47~51mm, 발 길이는 12~15mm이다. 귀 길이는 17~20mm이고 몸무게는 최대 33g이다. 페루와 볼리비아의 안데스 산맥 동부 경사면을 따라 널리 분포한다. 해발 600m와 2,500m 사이의 숲에서 서식한다.